# 황갈색자유꼬리박쥐
황갈색자유꼬리박쥐(Chaerephon russatus)는 큰귀박쥐과에 속하는 박쥐의 일종이다. 카메룬과 콩고민주공화국, 가나, 케냐에서 발견된다. 자연 서식지는 아열대 또는 열대 기후 지역의 습윤 저지대 숲이다. 서식지 감소로 위협을 받고 있다.